# Manfred Botzenhart
Manfred Botzenhart (né le 28 septembre 1934 à Berlin et mort le 28 février 2007 à Havixbeck) est un historien allemand.

## Biographie
Manfred Botzenhart, fils de l'historien Erich Botzenhart (de), étudie l'histoire, l'histoire ancienne et l'archéologie à Fribourg et à Münster . Il devient assistant de recherche de Kurt von Raumer (de), avec qui il rédige sa thèse de doctorat sur Klemens Wenzel von Metternich,. En 1966, il reçoit son doctorat. En 1974, il s'habilite avec une thèse sur l'émergence du parlementarisme dans le Vormärz et pendant la Révolution allemande de 1848/49. En 1975, il est nommé à l'Université westphalienne Guillaume de Münster, où il enseigne l'histoire moderne jusqu'à sa retraite en 1997. De 1993 à 1997, il est doyen du département d'histoire et à partir de 1995 d'histoire/philosophie. Ses étudiants universitaires comprennent Michael Epkenhans, entre autres.
En 1995, Botzenhart est élu membre à part entière de la Commission historique de Westphalie. En 2003, l'adhésion est transformée en adhésion correspondante. Il est membre de l'Association d'histoire constitutionnelle.

## Publications
- Metternichs Pariser Botschafterzeit (= Neue Münstersche Beiträge zur Geschichtsforschung. Vol. 10), Aschendorff, Münster, 1967
- Deutscher Parlamentarismus in der Revolutionszeit 1848–1850. (= Handbuch der Geschichte des deutschen Parlamentarismus), Droste, Düsseldorf, 1977,  (ISBN 3-7700-5090-8).
- avec Kurt von Raumer (de): Deutschland um 1800. Krise und Neugestaltung. Von 1789 bis 1815 (= Handbuch der deutschen Geschichte. Vol. 3,1: Deutsche Geschichte im 19. Jahrhundert. Tl. 1), Akademische Verlagsgesellschaft Athenaion, Wiesbaden 1980,  (ISBN 9783799707213).
- Reform, Restauration, Krise. Deutschland 1789–1847 (= edition suhrkamp (de). Vol. 1252 = Neue Folge, Vol. 252). Suhrkamp, Francfort-sur-le-Main 1985,  (ISBN 3-518-11252-X).
- Deutsche Verfassungsgeschichte 1806–1949 (= Kohlhammer-Urban-Taschenbücher. Vol. 450). Kohlhammer, Stuttgart, 1993,  (ISBN 3-17-011235-X).
- 1848/49: Europa im Umbruch. Schöningh, Paderborn 1998,  (ISBN 3-506-97003-8).